# Ghelari
Ghelari (in ungherese Gyalár, in tedesco Gelar) è un comune della Romania di 2 218 abitanti, ubicato nel distretto di Hunedoara, nella regione storica della Transilvania.
Il comune è formato dall'unione di 4 villaggi: Ghelari, Govăjdia, Plop, Ruda.
L'economia dell comune si è basata per molto tempo sui giacimenti di ferro, conosciuti fin dall'epoca Romana; attualmente le miniere sono chiuse ed è in atto un programma di riqualificazione per trasformarle in un'attrattiva turistica.